# Kováts József (apátkanonok)
Kováts József (Dunaföldvár (Pest-Pilis-Solt-Kiskun vármegye), 1815. november 15. – Kalocsa, 1869. július 9.) teológiai doktor, kalocsai apátkanonok.

## Élete
Alsóbb tanulmányait végezvén, a kalocsai papnövendékek közé vétetett fel. A teológiai tudományokból doktori oklevelet nyert. 1838-ban áldozópappá szenteltetett föl. Előbb a kalocsai, később a pesti központi papnevelőben a hiterkölcsi tudományok tanára lett, 1854-ben kalocsai kanonokká és ugyanott a dogmatika tanárává neveztetett ki. Később címzetes apát és Szent Pálról nevezett bécsi prépost lett.
Cikkeket írt a Religióba (Mellképek a Jezsuiták életéből, több számban sat.), a Danielik János Emlékkönyvében Pest, 1852. II. (Aquinói szent Tamás theologiája), a Magyar Sajtóba (1858. 66. sz. Pár szó a kalocsai érseki szék függetlenségére vonatkozó kérdéshez); az Idők Tanujába (1860. 6. szám Nyilatkozzunk és méltányoljuk régóhajtott lapunkat). Az Egyetemes Magyar Encyclopaediának is munkatársa volt.

## Munkái
- Adserta ex universa theologia. quae in palatio majore regiae universitatis Hung... suscepit Pestini, 1844.
- Vindiciae jurium et libertatum metropolitanae ecclesiae Colocensis. M.-Theresiopoli, 1855.
- Compendium systematis theologiae moralis. Pest, 1855-57. Két kötet három részben. (De vita Christiana objective spectata. II. Vita Christiana in sui perfectione.)
- Egyházi emlékbeszéd, melyet a kalocsai székes főegyházban Jézus társasága ünnepélyes bevezetése alkalmával 1860. szept. 30. mondott. Kalocsa, 1860.
- Egyházi beszéd szent István első magyar apostoli király emlékének szentelve. Mondotta...Budán aug. 20. 1861. Uo. 1861.
- A primási joghatóság és a kalocsai érseki szék. Ellenészrevételek dr. Frankl Vilmos urnak «Adalékok»... cz. értekezésére. Pest, 1866.